# Heinrich Albers-Schönberg

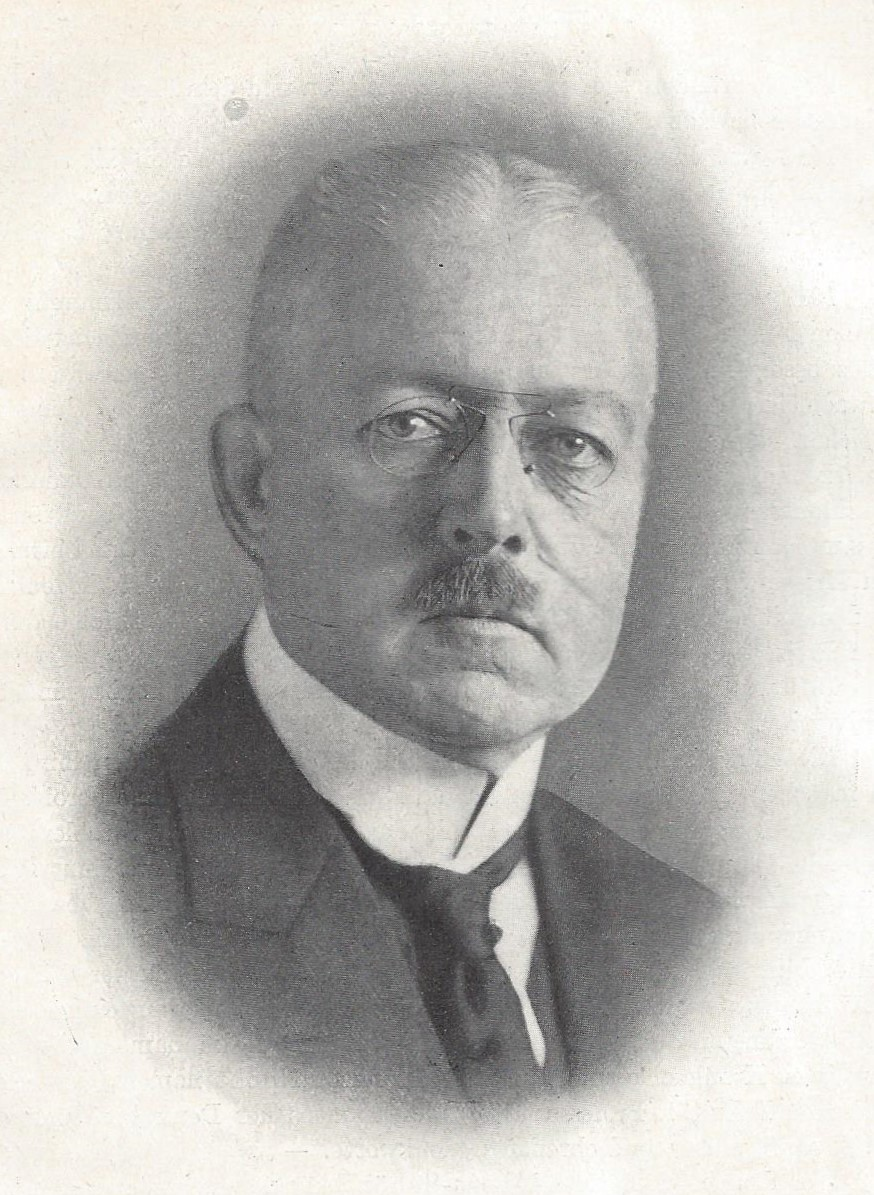
Heinrich Albers-Schönberg, um 1910

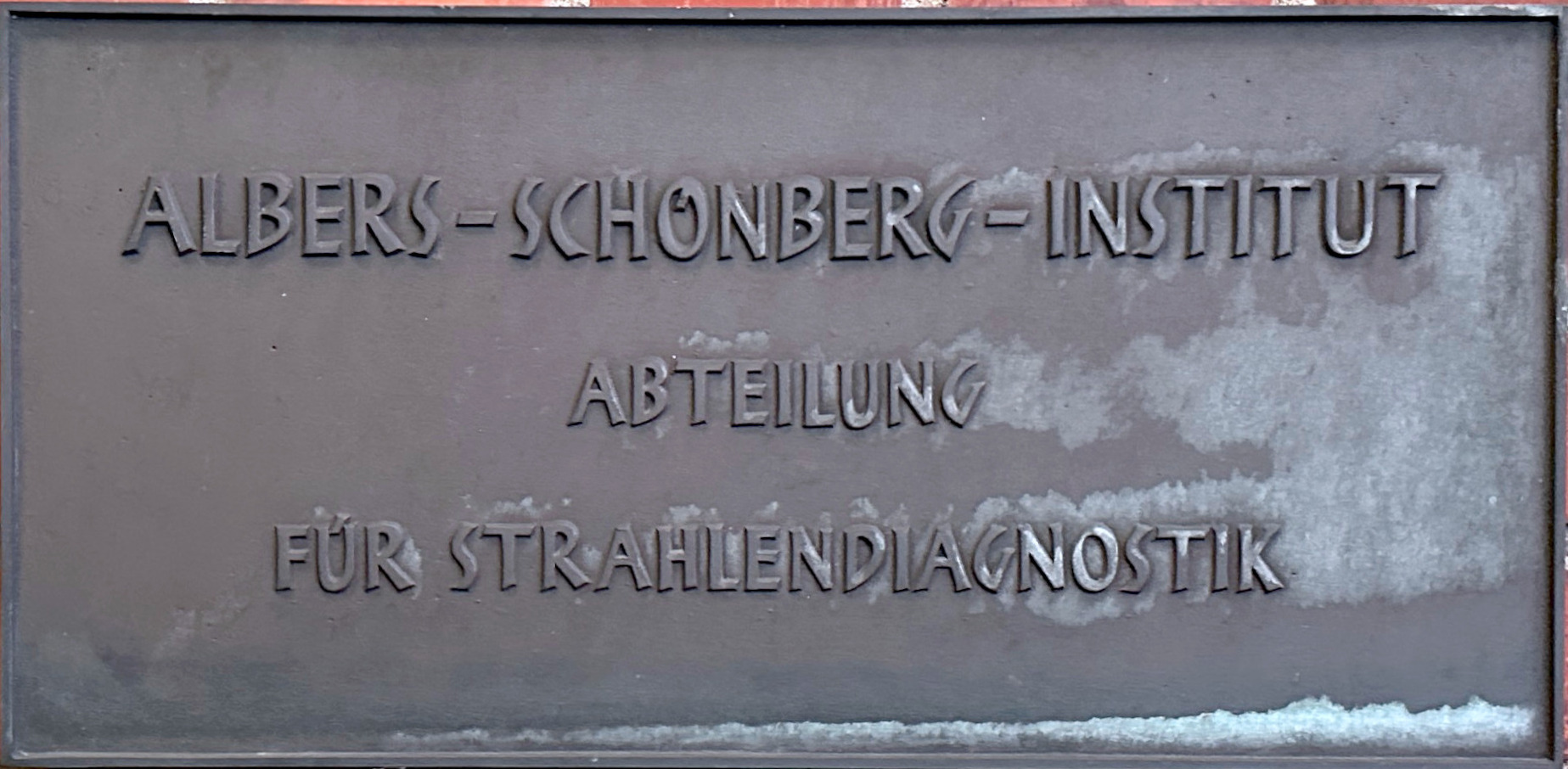
Albers-Schönberg-Institut in Hamburg-St. Georg

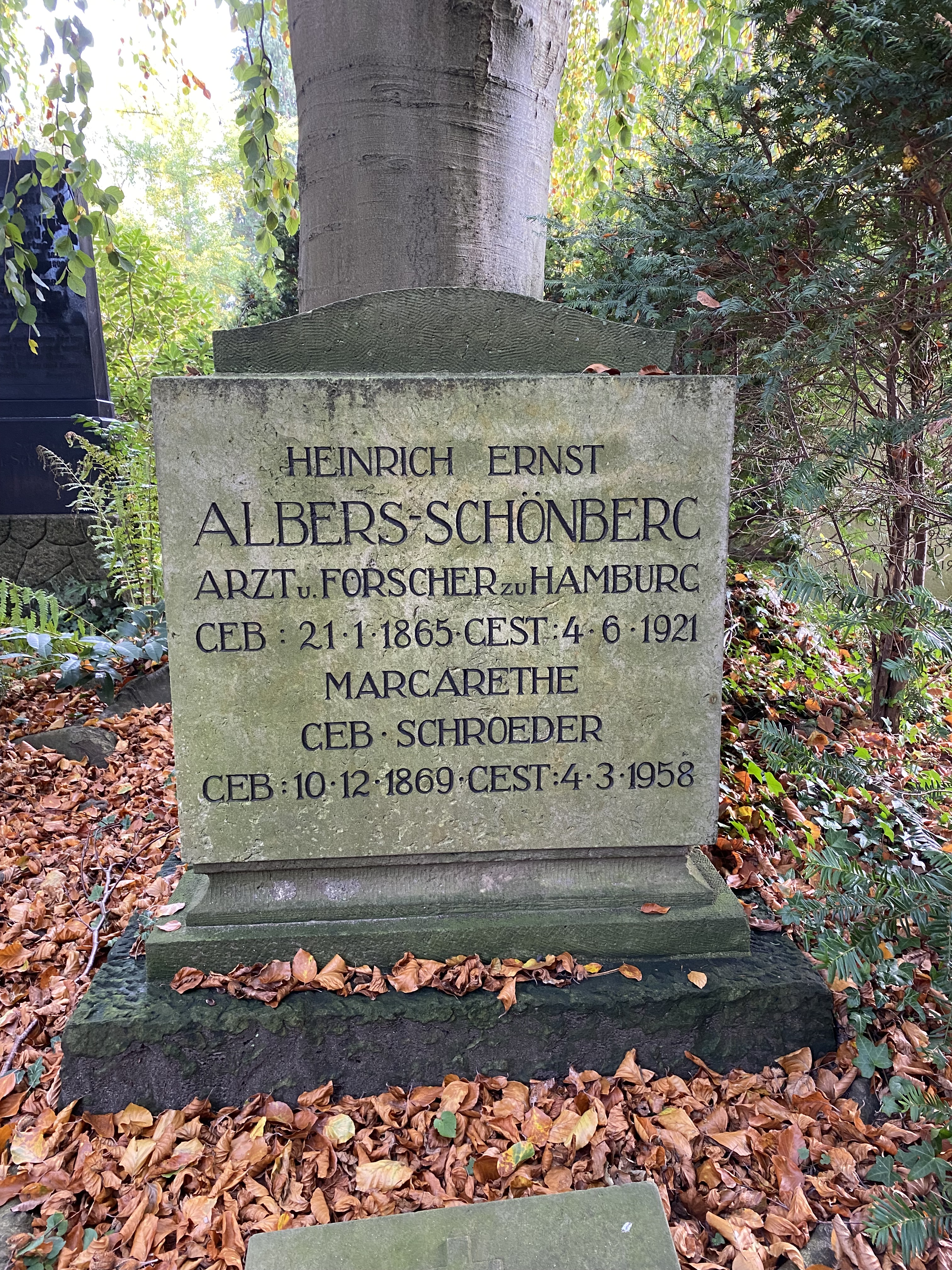
Grabstätte

Heinrich Ernst Albers-Schönberg (* 21. Januar 1865 in Hamburg; † 4. Juni 1921 ebenda) war ein deutscher Arzt und Röntgenologe. Er war der erste Röntgenfacharzt und gehört zu den Begründern der Radiologie in Deutschland.

## Leben
Sein Medizinstudium begann Albers-Schönberg in Tübingen, ging dann nach Leipzig und promovierte dort 1891 zum Dr. med. Er wurde Corpsschleifenträger der Suevia Tübingen (1886) und der Misnia (1890). Anschließend arbeitete er von 1892 bis 1894 als Assistenzarzt am Allgemeinen Krankenhaus Eppendorf, auch ein Jahr in Leipzig. Danach ließ er sich in Hamburg als praktischer Frauenarzt und Geburtshelfer nieder. 1897 gründete er mit seinem Kollegen Georg Deycke das erste Röntgeninstitut und Laboratorium für medizinisch hygienische Untersuchungen. Ab 1897 gab er die erste deutsche radiologische Fachzeitschrift die Fortschritte auf dem Gebiete der Röntgenstrahlen heraus. 1900 begründete Albers-Schönberg die Atlantenreihe Archiv und Atlas der normalen und pathologischen Anatomie in typischen Röntgenbildern. 1903 wurde er als Röntgenologe an das Alte Allgemeine Krankenhaus in Hamburg-St. Georg berufen. Ihm gliederte er ein von ihm geplantes Röntgenhaus an. Es wurde zum Vorbild ähnlicher Einrichtungen. Dabei handelte es sich um das erste zentrale Röntgeninstitut eines Großkrankenhauses, das heutige Albers-Schönberg Institut für Röntgendiagnostik an der Asklepios Klinik St. Georg. 1905 gründete er mit einer Anzahl von Fachkollegen die Deutsche Röntgengesellschaft, deren Vorsitzender im Jahre 1907 war. 1919 wurde er Ehrenmitglied der Deutschen Röntgengesellschaft. Die neu gegründete Universität Hamburg berief ihn 1919 als o. Professor. Damit war er der erste Lehrstuhlinhaber für Röntgenkunde weltweit. Ab 1910 zeigten sich bei ihm die ersten Strahlenschäden. Der linke Arm musste abgenommen werden. Fast alle Gebiete der Röntgenologie bereicherte er mit seinen Forschungen. Nach ihm sind in Hamburg-Barmbek-Nord der Albers-Schönberg-Weg und der Albers-Schönberg-Stieg benannt worden.
Albers-Schönberg war ab 1893 Mitglied des Academischen Clubs zu Hamburg. Er wurde nur 56 Jahre alt. Er starb an den Folgen von Röntgenschädigungen. 1896 hatte er die Witwe Margarethe Amsinck, geb. Schroeder, die zwei minderjährige Kinder mit in die Ehe brachte, geheiratet. Sie starb 1958 im Alter von 88 Jahren. Beide wurden auf dem Nienstedtener Friedhof beigesetzt. Sein Name ist auf dem Ehrenmal der Radiologie im Garten des Krankenhauses St. Georg in Hamburg-St. Georg aufgeführt. Das Ehrenmal enthält die Namen von Personen, die an den Folgen von ionisierenden Strahlen, die in der Anfangszeit der Radiologie kaum bekannt waren, gestorben sind.

## Wissenschaftliche Leistungen
Im Jahr 1902 entwickelte er die Kompressionsblende. Diese 1903 eingeführte Konstruktion setzte unerwünschte Streustrahlungen herab. Dadurch wurden seine Röntgenbilder kontrastreicher und seine Diagnostik besser als die seiner Kollegen. Bei Bestrahlungen von Kaninchen und Meerschweinchen mit Röntgenstrahlen stellte er 1903 als Erster fest, dass bereits geringe Strahlenmengen in der Lage sind, die Keimdrüsen auszuschalten, ohne eine Strahlenreaktion der Haut zu erzeugen. Im Jahr 1904 erschien seine Arbeit über die Marmorknochenkrankheit (Osteopetrose), die bis heute als Morbus Albers-Schönberg mit seinem Namen verknüpft ist.

## Veröffentlichungen (Auswahl)

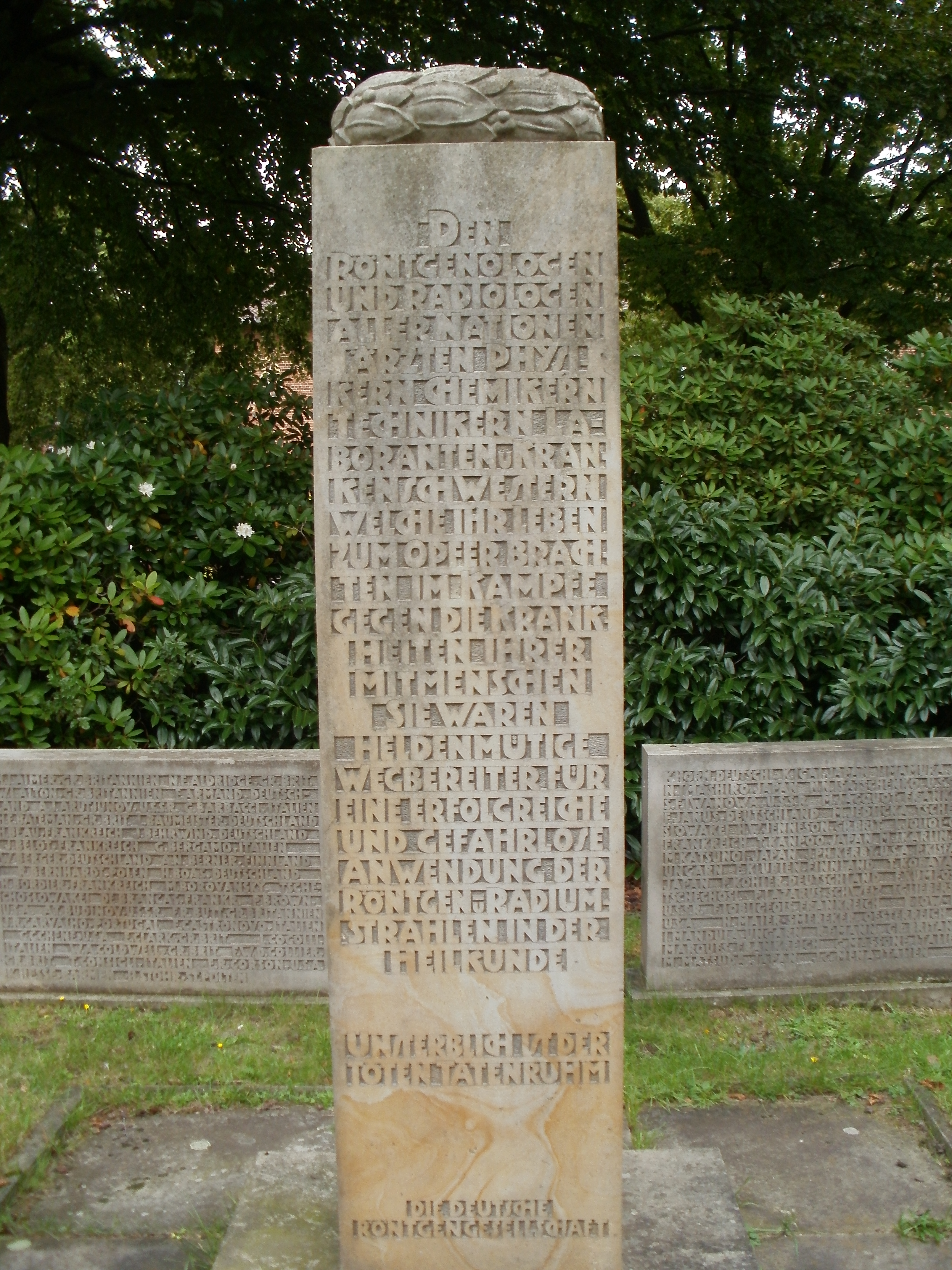
Ehrenmal der Radiologie auf dem Gelände der Asklepios Klinik St. Georg in Hamburg

- Die Röntgentechnik – Lehrbuch für Ärzte und Studierende. L. Gräfe & Sillem, Hamburg 1903; 2. Auflage 1906; 6. Auflage Leipzig, Thieme, 1941.
- Das Röntgenverfahren in der Chirurgie.
- Archiv und Atlas der normalen und pathologischen Anatomie in typischen Röntgenbildern.
- Eine seltene, bisher nicht bekannte Strukturanomalie des Skelettes. In: Fortschritte auf dem Gebiete der Röntgenstrahlen. Band 23, (Hamburg) 1916, S. 74–175.